# Schloss Baumgarten (Dietersburg)

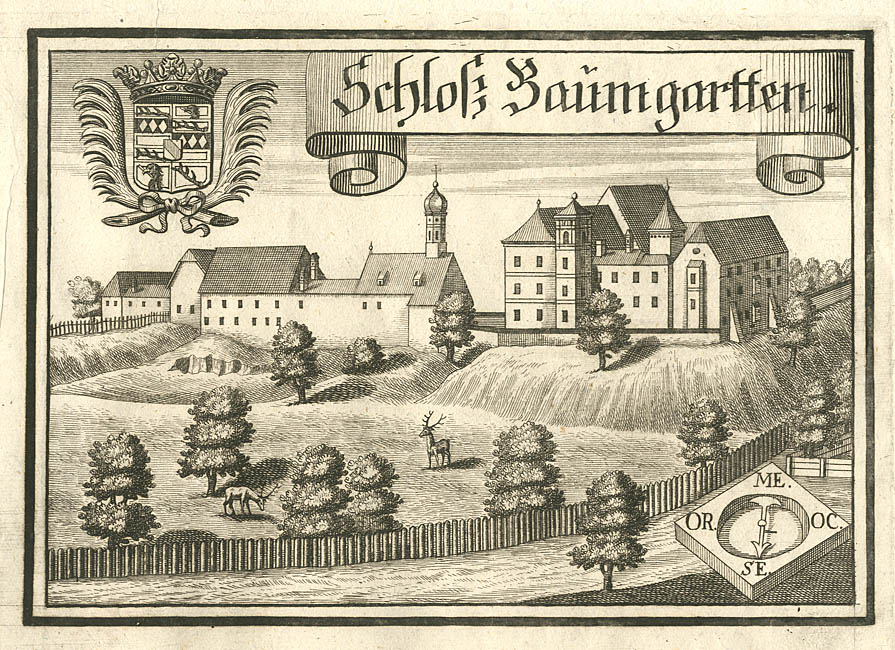
Schloss Baumgarten nach einem Stich von Michael Wening von 1723

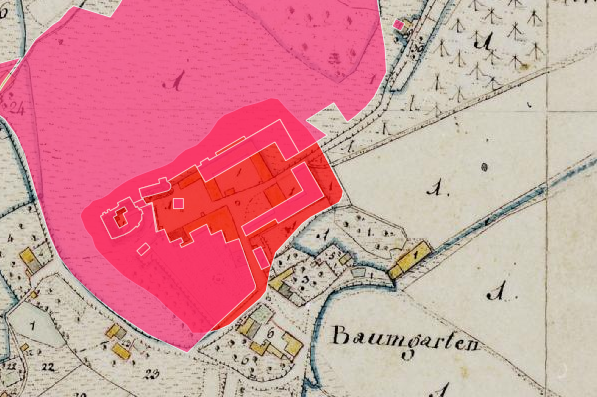
Lageplan von Schloss Baumgarten auf dem Urkataster von Bayern

Das Schloss Baumgarten liegt in Baumgarten in der Gemeinde Dietersburg im niederbayerischen Landkreis Rottal-Inn von Bayern (Sandstraße 5).  Es ist unter der Aktennummer D-2-77-114-8 ein denkmalgeschütztes Baudenkmal. Die Anlage wird ferner als Bodendenkmal unter der Aktennummer D-2-7543-0003 mit der Beschreibung „untertägige mittelalterliche und frühneuzeitliche Befunde im Bereich des Schlosses Baumgarten mit der Kath. Schlosskirche St. Bartolomäus und ihrer mittelalterlichen Vorgängerbauten sowie der barocken Gartenanlage“ geführt.

## Geschichte von Schloss und Hofmark Baumgarten
Die Edlen von Baumgarten waren seit dem 12. Jahrhundert im Besitz eines Gebietes, das später der Hofmark Baumgarten entsprochen hat. 1323 übergab Alram, der letzte der Baumgarten, sein Haus mit Leuten und Gut an seine Oheime die Grafen Alram und Albrecht von Hals; die Grafen übereigneten ihm dafür ihr Haus in Haidenburg. 1375 setzen sich die Landgrafen von Leuchtenberg in den Besitz der Grafen von Hals und demgemäß auch den der Baumgartens. Allerdings bestand ein jahrelanger Streit zwischen diesen und Agnes, Gräfin zu Ortenburg, die als Tochter des Grafen Alram von Hals ebenfalls Ansprüche auf den Nachlass äußerte. Am 26. Mai 1379 kam zwischen den Grafen von Ortenburg und dem Landgrafen von Leuchtenberg unter Vermittlung von Herzog Friedrich von Bayern ein Vertrag über das Hals’sche Erbe zustande. Die streitenden Parteien sollten die Hälfte der Herrschaften Leonsberg, Gangkofen und Baumgarten bekommen. Am 30. November 1379 verzichtete Johann Landgraf von Leuchtenberg und Graf zu Hals gegenüber Graf Heinrich IV. zu Ortenburg, dessen Gemahlin Agnes und deren Söhnen Alram I. und Georg I. durch einen Verkauf auf diese Güter (u. a. Baumgarten).
1385 verkauften Graf Heinrich IV. zu Ortenburg und seine Gemahlin Agnes die Feste und die Herrschaft Baumgarten an die Herzöge Otto, Friedrich, Johann und Stephan. Bereits am 28. August 1406 wird hier als erster Pfleger zu Baumgarten Reickger Sigenhamer (Reichker Siegenheim) genannt. In der Folge scheinen Herrschaft und Feste Baumgarten zum Teil weiterverkauft worden zu sein: 1417 bestätigte Herzog Heinrich dem Reichker (Reicker) von Sigenheim, der ihm Hochgericht und Blutbann in Baumgarten übergeben hatte, alle anderen Rechte (Niedergericht, Salmansrecht) zu Baumgarten. 1429 verkaufte Herzog Heinrich Feste und Hausung Baumgartenberg an Erhard Vorster zu Pützen auf Lebenszeit, allerdings musste dieser die Feste für den Herzog offen und instand gehalten halten. Vorster musste wegen Schulden Briefe und Gerechtigkeiten auf das Schloss Baumgarten z. B. an Peter Gruber ausgeben, wobei letzterer geloben musste die weiteren Rechte wieder dem Herzog zu überlassen. Die bayerischen Herzöge waren in der Folge bemüht, die Herrschaft wieder in eigene Hände zu bekommen.
1456 konnte Herzog Ludwig von Bayern Feste und Hofmark Baumgarten als herzogliches Lehen an Friedrich Pienzenau zu Hartmannsberg ausgeben. Friedrich Pienzenau war mit Magdalena Siegenheimer verheiratet, die nach dem Tod ihres Vaters Reicker von Siegenheim alle dessen Forderungen gegenüber Herzig Ludwig ihrem Gatten übergeben hatte. Bis zum 17. Jahrhundert verblieb Baumgarten im Besitz den Pienznauer. Dann erfolgte eine Aufteilung: Der letzte der Pienzenauer Christoph Friedrich hinterließ drei Töchter, Rosa Nothaft, Sabina von Amsham und Catharina von Meschede, und eine Schwester, Maria Euphrosina, Gemahlin des kurfürstlichen Rates und Pfleger zu Osterhofen Hans Bernhard von Perlaching. 1628 wurde die Aufsplitterung der Pienzenauer’schen Lehen vollzogen. Der halbe Teil der Maria Euphrosina wurde nach deren Tod wieder auf ihre fünf Kinder (Gottfried, Gottlieb, Genofa, Sabina, Catharina) aufgeteilt. Das Lehen empfing als Lehensträger ihr Vater Hans Bernhard von Perlaching  am 29. Januar 1632. Der dem Gottlieb zustehende Teil an der Hofmark wurde gegen ein Recompensgeld an seinen Vater übergeben. Nach der Heirat der Genofa von Perlaching mit Hans Georg von Hienheim, genannt Elsenberger, wurde die zersplitterte Hofmark wieder vereinigt. Nach dessen Tod konnte Gottfried von Perlaching auch den letzten Rest der Hofmark erwerben. Den Pienzenauischen Erben wurde auch die niedere Gerichtsbarkeit über die Hofmaken Peterskirchen und Asenham zugestanden.
1671 erhielt Johann Heinrich von Hienheim nach dem Tod seines Vaters und seines Bruders Gottlieb durch seinen Gewalthaber Johann Vischer die Hofmark Baumgarten. Die Anteile seiner Schwestern brachte er durch einen Vergleich an sich. Allerdings stieß er diesen Besitz bereits 1673 wieder ab. Käufer waren Gottfried Wilhelm Graf von Rheinstein und Tattenbach und seine Gattin Maria Barbara, geborene Gräfin von Valley. Diese Familie blieb im Besitz der Hofmark bis 1821. Da der letzte diese Familie kinderlos starb, kam der Besitz durch eine Testamentsverfügung an seinen Neffen Maximilian Graf von Arco-Valley. 1821–1848 war Baumgarten als Patrimonialgericht II. Klasse in den Händen der Grafen Arco-Valley. Das Schloss ist heute noch im Besitz dieser Familie.

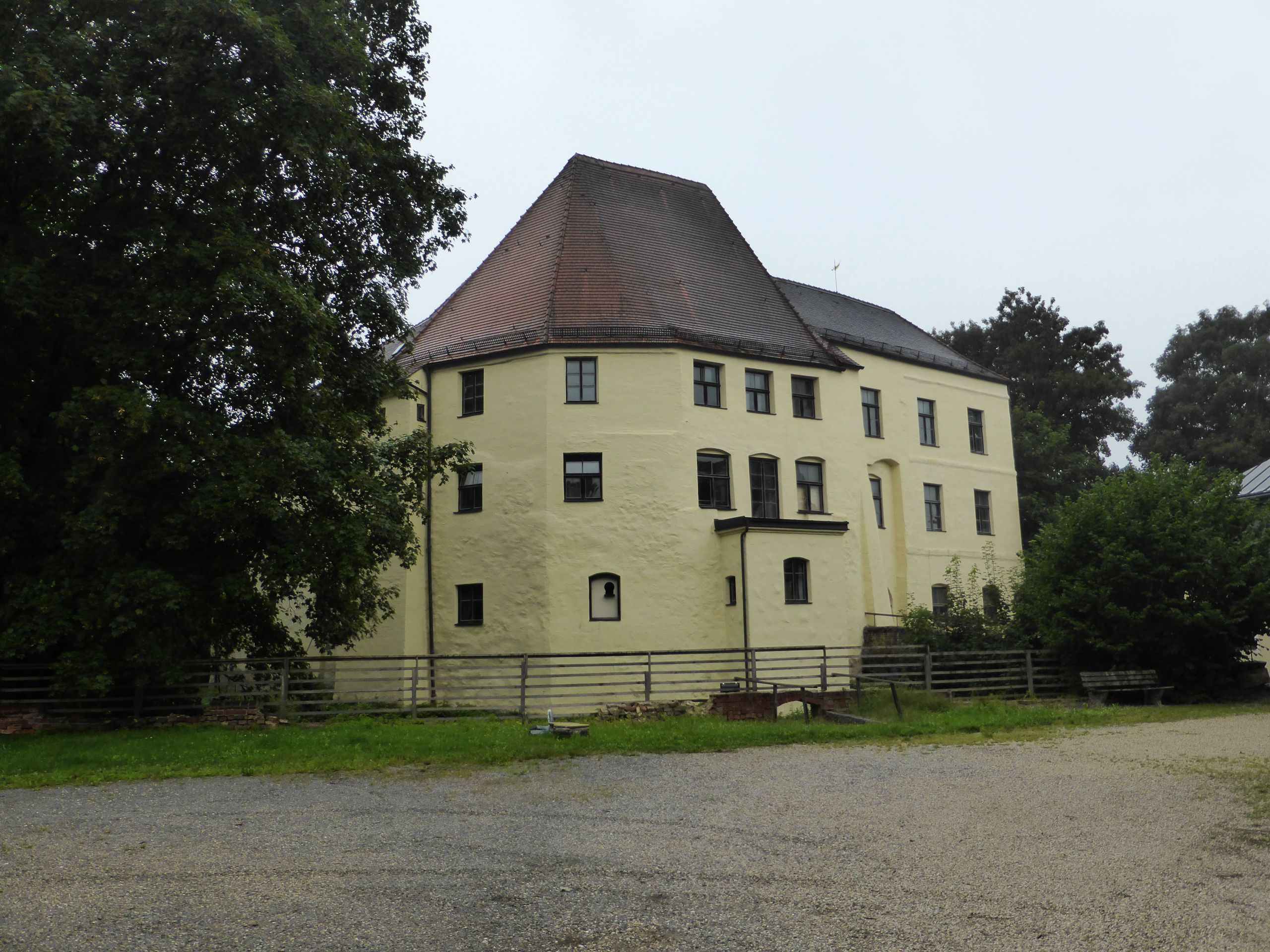
Schloss Baumgarten heute

## Schloss Baumgarten einst und jetzt
Eine Feste Baumgarten ist bereits seit den Edlen von Baumgarten bezeugt. Auch bei dem späteren Verkauf an die bayerischen Herzöge von 1385 ist von einer Feste die Rede. Auch aus der Hofmarkbeschreibung von 1597 geht hervor, dass in Baumgarten ein gemauertes Schloss (mit Hofbau, einer Taverne, Backstätte, Schmied und Bad) stand.
Auf dem Stich von Michael Wening von 1721 sind auf dem Hügel vom Baumgarten zwei Baukomplexe zu erkennen: der eine umfasst eine Kirche (mit Zwiebelturm) und einem angebauten zweigeschossigen Gebäude, die insgesamt einen wehrhaften Eindruck vermitteln. Daneben befindet sich das eigentliche und mehrfach gegliederte Schloss Baumgarten. Die Bauteile sind zwei- bzw. dreigeschossig und mit einer Mauer umgeben. Auffallend sind die Stützmauern in dem westlichen Bauteil sowie zwei Türme. Das Schloss ist durch einen Graben von der Umgebung abgetrennt.
Auch heute ist Schloss Baumgarten eine unregelmäßige vieleckige Anlage aus dem 16. Jahrhundert. Der Innenhof ist mit Arkaden und einem viergeschossigen Turm ausgestattet. Die Ringmauer mit der Schlossbrücke über dem Schlossgraben stammt aus dem 16./17. Jahrhundert. Östlich vor dem Schlosseingang liegt die katholische Schlosskirche St. Bartholomäus, die 1796 erbaut wurde, mit einem kleinen Wohnhausanbau. Auch die Schlossökonomie, ein großer Gutshof (zwei große hakenförmige Backsteintrakte mit Walmdächern) mit Wirtschaftsgebäuden aus dem 19. Jahrhundert, ist noch erhalten. Der Schlosspark und die Schlossgärtnerei sind mit einer Einfriedungsmauer aus dem 18./19. Jahrhundert umgeben. Ein Schalenbrunnen stammt aus dem 18. Jahrhundert. Vor der Kirche befindet sich eine Brunnenanlage, die um 1650 errichtet wurde. Daneben ist der ehemalige walmdachgedeckte Pfarrhof, aus der zweiten Hälfte des 18. Jahrhunderts.

Schloss Baumgarten
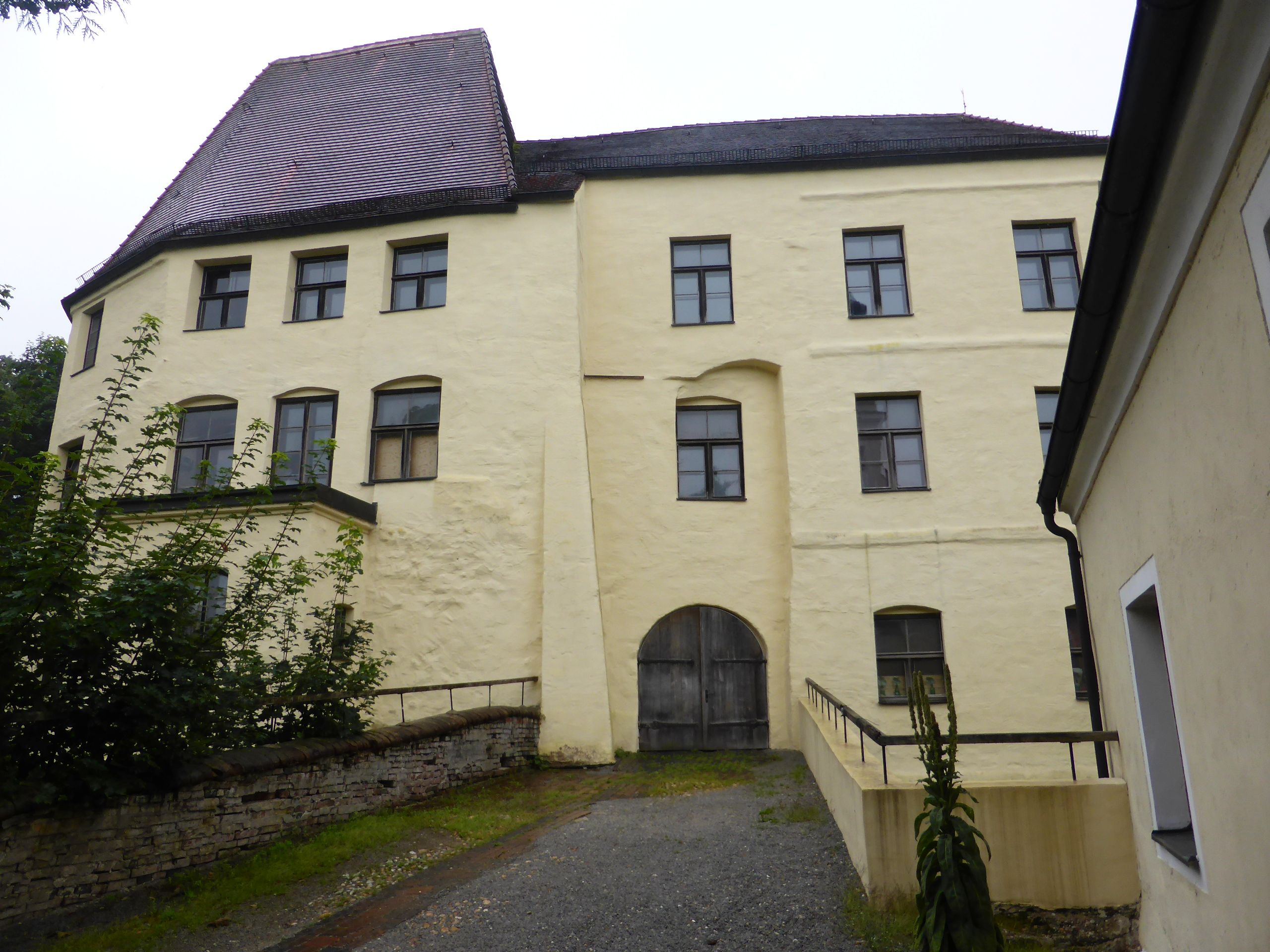
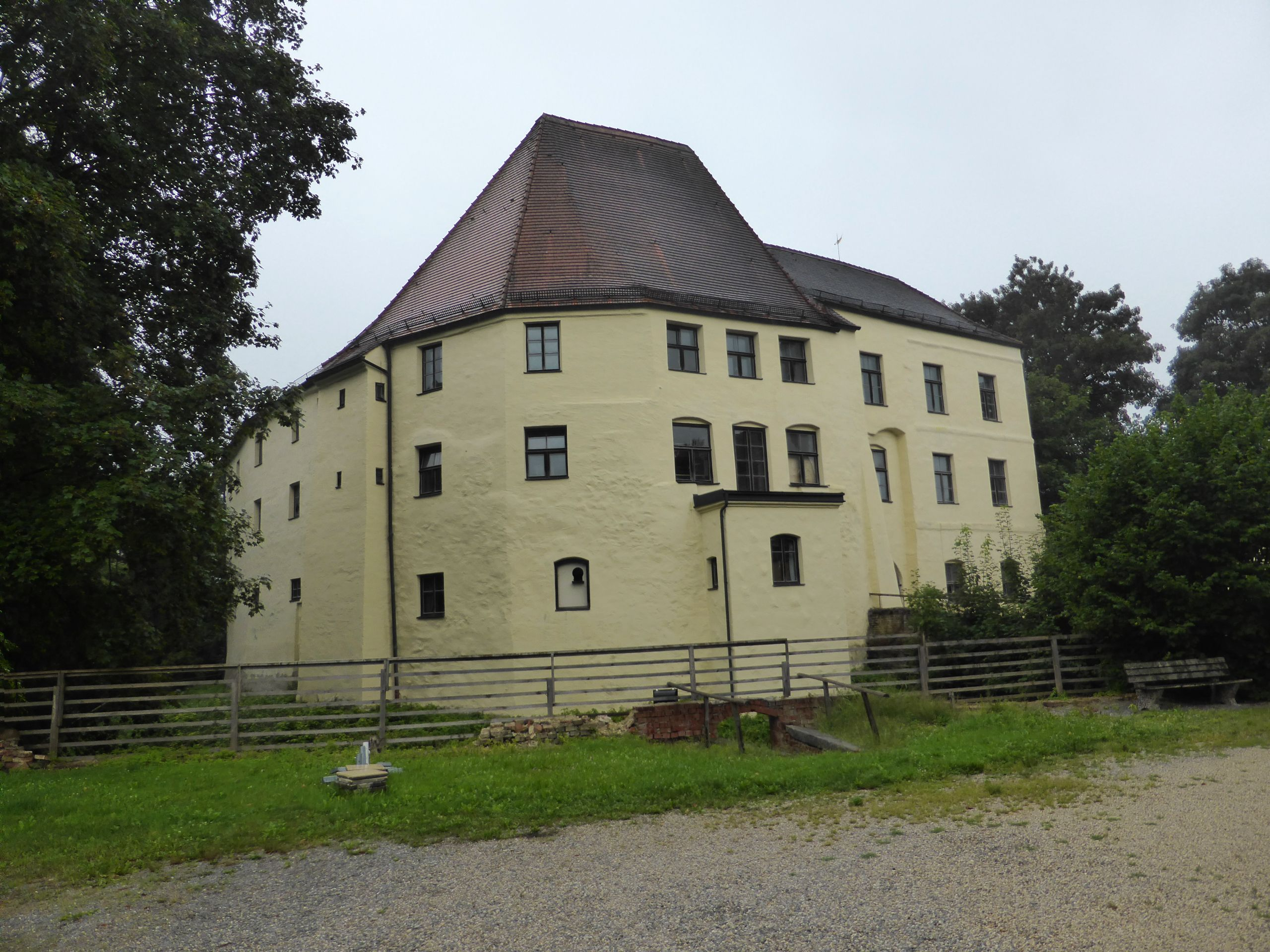
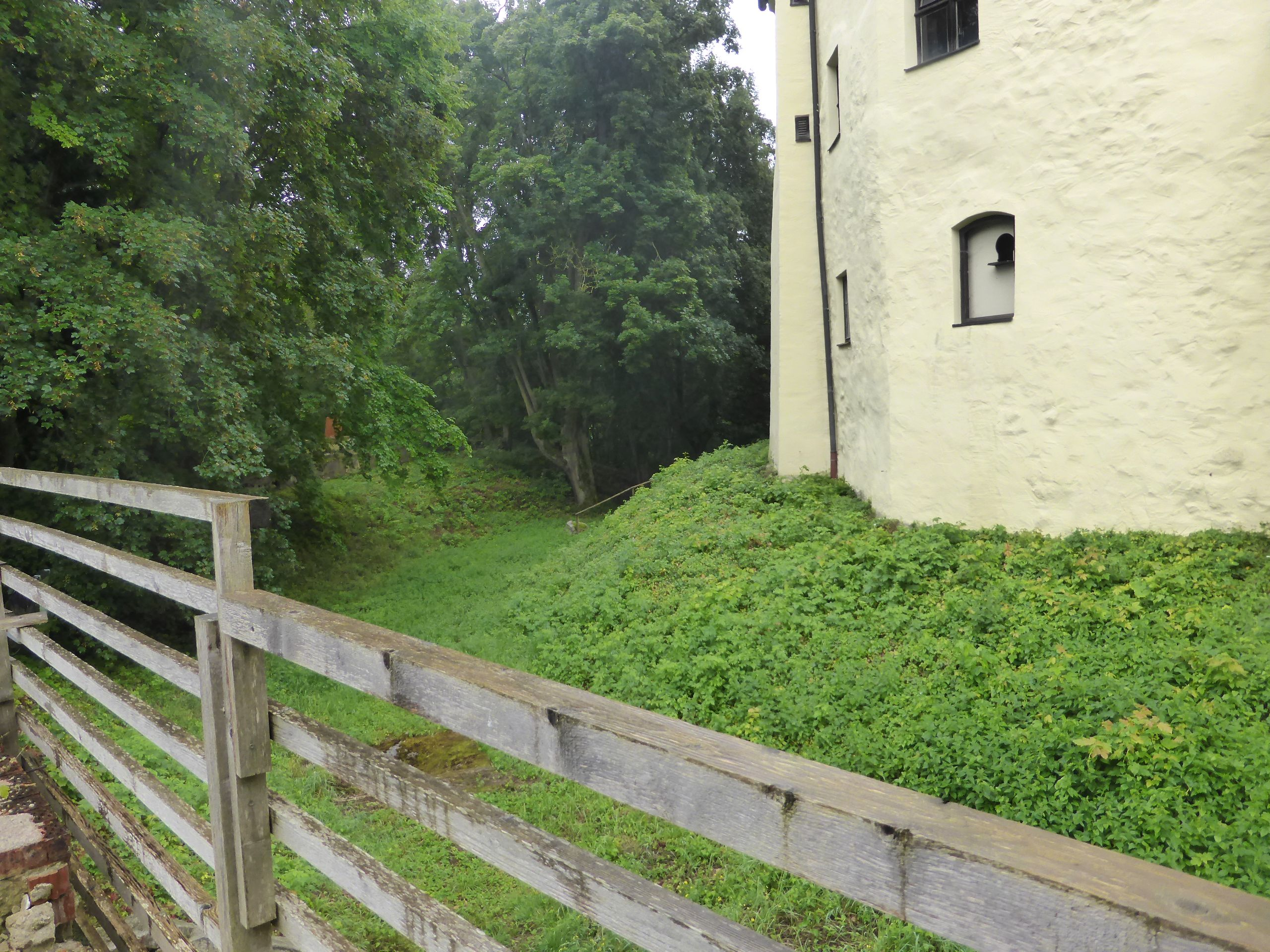
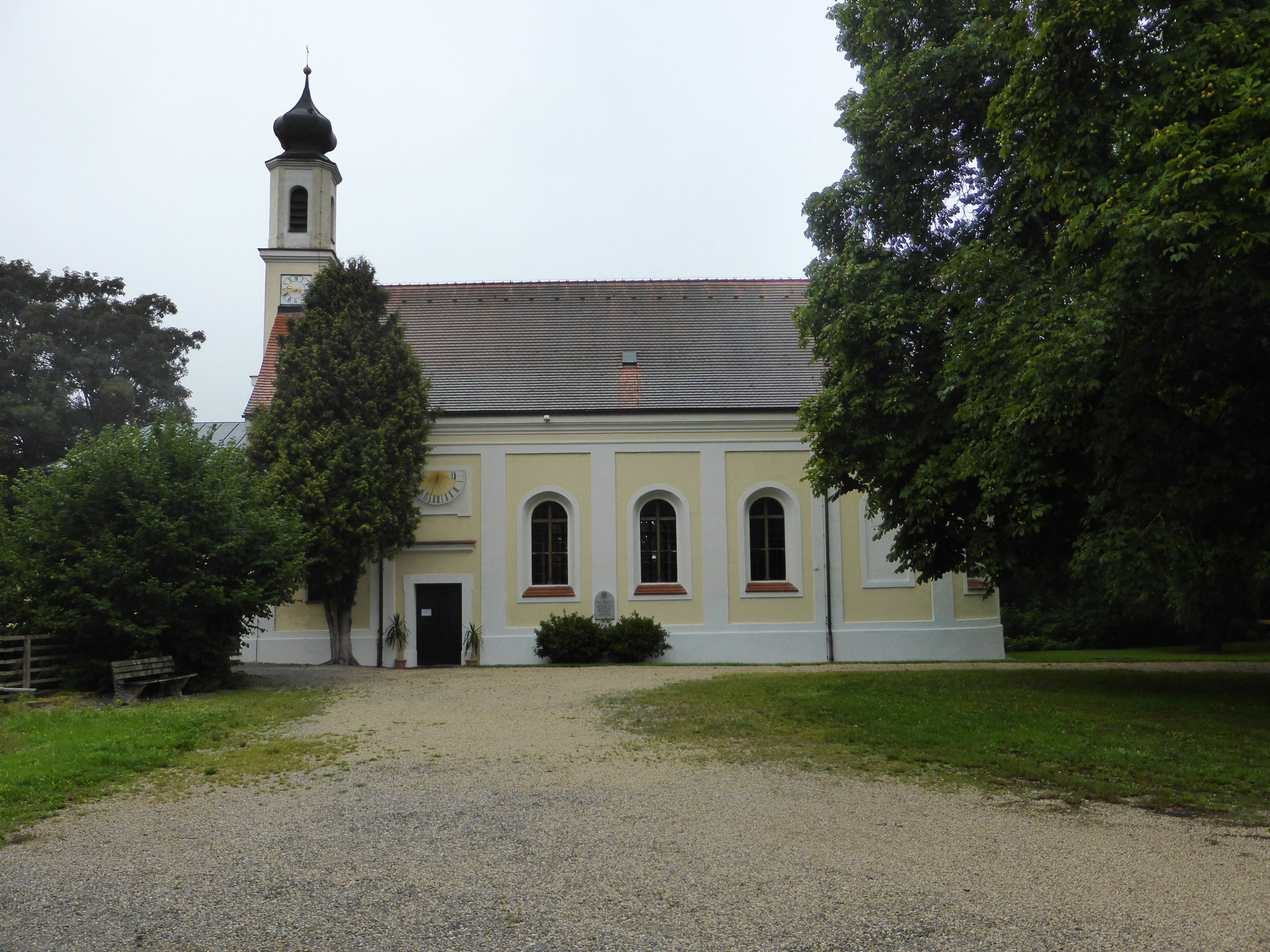